# Appel du comité central de la Garde nationale le 25 mars 1871

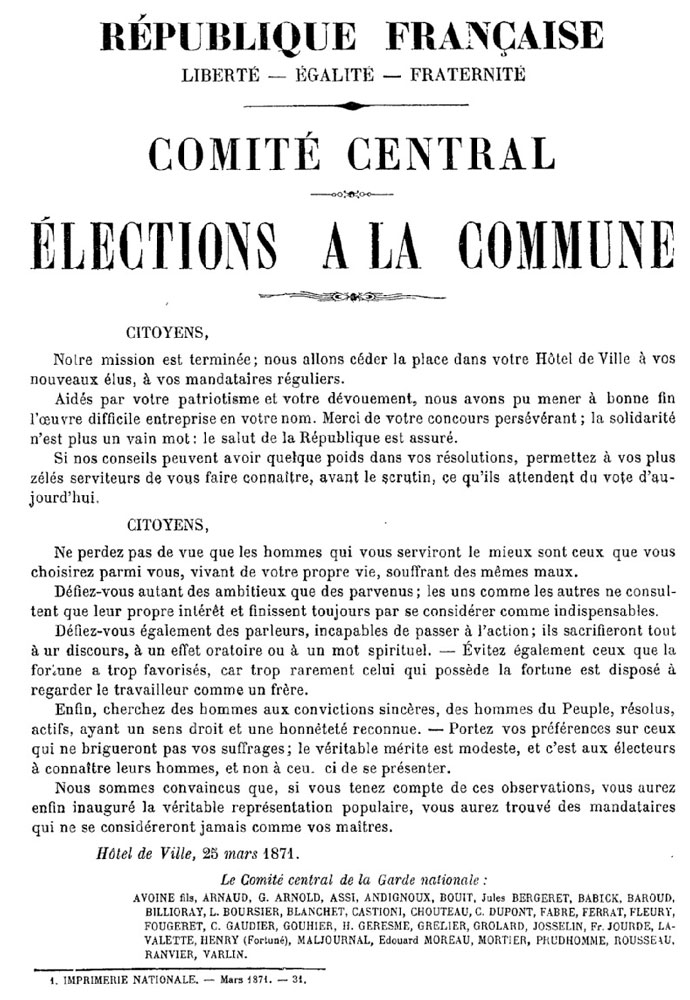
Affiche de l'appel du Comité central de la Garde nationale du 25 mars 1871.

L’Appel du comité central de la garde nationale le 25 mars 1871 est un appel à la vigilance et à la réflexion émis par le comité central de la Garde nationale et diffusé par affiches aux électeurs parisiens la veille des élections municipales du 26 mars organisées par la Commune de Paris.

## Le texte de l'appel
« CITOYENS,

Notre mission est terminée ; nous allons céder la place dans votre Hôtel-de-Ville à vos nouveaux élus, à vos mandataires réguliers.

Aidés par votre patriotisme et votre dévouement, nous avons pu mener à bonne fin l'œuvre difficile entreprise en votre nom. Merci de votre concours persévérant ; la solidarité n'est plus un vain mot : le salut de la République est assuré.

Si nos conseils peuvent avoir quelque poids dans vos résolutions, permettez à vos plus zélés serviteurs de vous faire connaître, avant le scrutin, ce qu'ils attendent du vote d'aujourd'hui.
CITOYENS,

Ne perdez pas de vue que les hommes qui vous serviront le mieux sont ceux que vous choisirez parmi vous, vivant de votre propre vie, souffrant des mêmes maux.

Défiez-vous autant des ambitieux que des parvenus ; les uns comme les autres ne considèrent que leurs propres intérêts et finissent toujours par se considérer comme indispensables.

Défiez-vous également des parleurs, incapables de passer à l'action ; ils sacrifieront tout à un discours, à un effet oratoire ou à un mot spirituel. Évitez également ceux que la fortune a trop favorisés, car trop rarement celui qui possède la fortune est disposé à regarder le travailleur comme un frère.

Enfin, cherchez des hommes aux convictions sincères, des hommes du Peuple, résolus, actifs, ayant un sens droit et une honnêteté reconnue. Portez vos préférences sur ceux qui ne brigueront pas vos suffrages ; le véritable mérite est modeste, et c'est aux électeurs de connaître leurs hommes, et non à ceux-ci de se présenter.

Nous sommes convaincus que, si vous tenez compte de ces observations, vous aurez enfin inauguré la véritable représentation populaire, vous aurez trouvé des mandataires qui ne se considéreront jamais comme vos maîtres. »

— Hôtel-de-Ville, 25 mars 1871. Le Comité central de la Garde nationale.
AVOINE fils, Ant. ARNAUD, G. ARNOLD, ASSI, ANDIGNOUX, BOUIT, J. BERGERET, BABICK, BAROUT, BILLIORAY, BOURSIER, BLANCHET, CASTIONI, CHOUTEAU, C. DUPONT, FABRE, FERRAT, FLEURY, FOUGERET, C. GAUDIER, GOUHIER, H. GERESME, GRELIER, GROLARD, JOSSELIN, F. JOURDE, LEVALETTE, H. FORTUNÉ, MALJOURNAL, E. MOREAU, MORTIER, PRUDHOMME, ROUSSEAU, RANVIER, VARLIN,,.

## Contextualisation
À Paris, depuis la fuite du gouvernement après l'insurrection du 18 mars, le Comité central de la Garde nationale, composé d'inconnus, prend à ce moment des décisions efficaces d'organisation, même s'il se dénie à lui-même la qualité de gouvernement. Il a promis de se retirer après l'élection du 26 mars. 
Ce texte s'insère dans un ensemble de nombreux appels placardés dans les rues. L'affiche qui le porte est imprimée par l'Imprimerie nationale, réquisionnée depuis le 18 mars par la Garde nationale. Sous la direction d'un ouvrier, Louis-Guillaume Debock, qui y a pris le pouvoir, elle imprime alors 5 à 6 affiches par jour. 
L'historien William Serman, dans son ouvrage de référence sur la Commune de Paris, montre que ce texte reflète un courant d'opinion qui appelle « à voter pour des républicains dévoués à la cause du peuple et à la démocratie sociale ». Par ce manifeste, « destiné à favoriser l'élection de ses propres membres, le Comité central de la Garde nationale invite les citoyens à écarter les arrivistes, les notables, les vedettes ou les professionnels de la politique et à nommer plutôt des représentants obscurs, issus de leurs rangs. ». William Serman voit dans ce texte un « discours moralisateur et un peu hypocrite, qui tend à la fois à déconsidérer toute campagne électorale et à faire valoir les titres des hommes du Comité central à la confiance et à la reconnaissance de leurs concitoyens. ». 
Le Comité central républicain des vingt arrondissements rédige un autre manifeste, publié le 27 mars par le journal de Jules Vallès, Le Cri du Peuple, qui liste les candidats qu'il soutient,.
Selon Mathilde Larrère, historienne spécialiste des révolutions, « Paris était en effervescence politique depuis la chute de l’empire (2 sept 1870). Avec la proclamation de la république le 4 septembre, Paris connaît une atmosphère post révolutionnaire. Partout naissent des clubs, des sociétés, des journaux. On discute, on débat… Et contre le gouvernement de défense nationale, on se radicalise ! Avec le siège, les Parisiens doivent s’auto-organiser pour assurer le ravitaillement, le soin aux blessés, l’ordre. Aussi dans les quartiers chacun avait pu connaître l’opinion des uns des autres, les voir dans l’action, dans les débats. Apprécier les qualités et les défauts de chacun, leur engagement pour le commun, leur fraternité, le respect de la démocratie… rien de surprenant à ce que les électeurs puissent désigner leurs candidats: C'est le résultat de mois d’inter-connaissance, d'expérience commune ».

## Mémoire et interprétations
Le politologue Mattei Dogan voit dans cet appel un exemple ancien d'expression de la méfiance envers les hommes politiques. Des extraits de l'appel sont repris par Olivier Besancenot comme argumentation de sa non-candidature pour le Nouveau Parti anticapitaliste à l’élection présidentielle de 2012. Selon la politologue Olivia Leboyer, « ce texte garde toute sa fraîcheur ». 
Pour le journaliste Edwy Plenel, ce texte illustre le nouveau défi que devait relever la Commune de Paris: « Comment renverser un ordre injuste sans en créer un autre ? Comment assumer cet inévitable mouvement d’exception, qui suppose rapport de force et luttes de pouvoir, sans céder aux sirènes de nouvelles dominations, entre pouvoir personnel et hiérarchies bureaucratiques ? C'était bien là "l'inconnu" que cherchaient à inventer les Communards. ».
Ce texte est régulièrement repris sur les réseaux sociaux en période électorale. En 2021, il est partiellement cité en guise d'épilogue à un livre que les journalistes Gérard Davet et Fabrice Lhomme consacrent à Emmanuel Macron, Le traître et le néant. 